# Irene Mokka
Irene Mokka (născută Albert) (n. 28 august 1915, Timișoara – d. 13 februarie 1973 , Timișoara), scriitoare de limba germană, care a publicat în tinerețe, până în 1960, și sub pseudonimul Grete Groß (Grete Gross). După alte surse, data decesului este 12 februarie 1973 

## Biografie
Irene Albert s-a născut la Timișoara, în familia lui Ferdinand Albert, un cunoscut pictor de biserici. Bunicul său matern, Eduard Hermann, originar din Orăștie, a înființat în secolul al XIX-la, la Timișoara, prima fabrică de cântare.
Irene a urmat cursurile Liceului de Muzică, pe care l-a absolvit în 1936.
În anul 1939 s-a căsătorit cu Stefan Fassel, cu care a avut doi copii: Horst și Heike.
Din 24 decembrie 1942, Stefan Fassel a plecat pe front, în rândurile armatei române dar și-a pierdut viața în 1944. Ca tânără văduvă de război, Irene Fassel și-a întreținut copiii dând lecții de pian și scriind literatură pentru copii și tineret.
În anul 1948, Irene Fassel s-a recăsătorit cu Hans Mokka, cântăreț de operă, actor, om de litere (sub pseudonimele Peter Anders și Adalbert Rantschek), devenind Irene Mokka.

## Creația literară
Sub semnătura Grete Gross a publicat, între altele, două texte într-un număr din revista Banater Schrifttum: Mama lui Lenau în Banat și povestirea Barbara Bernath în care condamnă unele atitudini ale minorității germane din România.
Aproape întreaga sa operă a fost publicată postum, în 1985. Volumul Das Schlüsselwort ("Cuvântul-cheie") cuprinde poezii, traduceri, piese teatrale într-un act, literatură pentru copii, proză și fragmente din jurnale. Ediția a fost îngrijită de fiul ei, cărturarul Horst Fassel care, pentru că emigrase în Republica Federală Germania, a fost obligat să semneze cu un pseudonim: Helge Hof.
Începând din anul 1933, când avea 18 ani, și până aproape de stingerea sa din viață, Irene Mokka a ținut un jurnal. La Biblioteca Universității din Iași se păstrază 8 caiete cu însemnări legate de copiii scriitoarei, Heike și Horst Fassel. La Institutul pentru Cultura și Civilizația Șvabilor Dunăreni de la Tübingen, Germania, se găsesc alte 17 jurnale.
În afară de însemnările despre familia sa, în jurnal apar și însemnări despre scriitorii și artiștii sași din vremea sa, cum ar fi Wolf von Aichelburg, Harald Krasser, Georg Scherg, Ursula Bedners, Andreas Birkner, Oskar Pastior, Klaus Kessler, Astrid Connerth-Wiesenmeyer, Norbert Petri, Martha Kessler, Franz Xaver Dressler, Viktor Bickerich (organist și dirijor) și Gustav Borger (tenor, ultimul director al Școlii Gremiale pentru Ucenici Comerciali din Sibiu).

## Scrieri
- Mama lui Lenau (povestire sub semnătura Grete Gross)
- Jahrbuch meiner Arbeit (Prosa), Editura de Stat, București, 1952
- Alle Brunnen liegen offen (Fântânile toate stau deschise), Editura Pentru Literatură, 1968
- Leisere Einsicht. Gedichte, Editura Kriterion, București, 1970
- Vermutungen. Gedichte (Presimțiri), Editura Facla, Timișoara, 1974
- Bedenken. Fragmente, Editura Kriterion, București, 1974
- Die schönsten Gedichte (Cuvânt introductiv de Alfred Kittner) , Editura Albatros, București, 1977
- Der blaue Falter. Märchen. (cu o prefață de Georg Scherg), Editura Facla, Timișoara, 1983
- Das Schlüsselwort. 2 Bände, Gedichte und Prosa (Cuvântul-cheie), Editura Kriterion, București, 1985
- Atâtea cuvinte nu-s (antologie a celor mai frumoase poezii ale Irenei Mokka, traduse în limba română), 1987
- Keine Blüte kein Weg. Gedichte. Se virag Se ut. Versek Traducere de Julia Schiff, Editura Kriterion, București, 1996
- Tagebuch 1948-1973, (editor fiul său, Horst Fassel), editura Lit Verlag, 2007, ISBN 3897811286; ISBN 978-3897811287 [9]